# Casa consistorial de Lorca
La casa consistorial de Lorca (Región de Murcia, España), o Ayuntamiento de Lorca, es un edificio barroco construido entre los siglos XVII y XVIII. Está declarado Bien de Interés Cultural (BIC).
El edificio está situado en la Plaza de España, y junto a la Colegiata de San Patricio, las Salas Capitulares y la Casa del Corregidor conforma uno de los conjuntos monumentales más importantes de la ciudad y del sureste de España.

## Historia
A pesar de la apariencia que tiene ahora, la casa consistorial no fue levantada de una sola vez. En el año 1674 un terremoto afectó gravemente a Lorca, dejando impracticable la cárcel pública. Es entonces cuando se decide levantar una nueva iniciándose las obras del ala sur del actual Ayuntamiento. Su fachada constaba de dos gruesos pilares entre los que irían colocados tres arcos de medio punto en cada una de las dos plantas, un modelo constructivo de filiación renacentista que ya sólo era utilizado en los claustros religiosos.
El alarife Martínez Botija se encargó de la albañilería y el cantero Miguel de Mora de los sillares. Las columnas, de mármol de Macael, las hicieron los canteros Tijeras. En 1678 se decoraba el edificio, corriendo a cargo de los escultores Antonio y Manuel Caro la realización de los escudos real y de la ciudad.
En el año 1737, ante la necesidad de construir unos pórticos que ocuparan la totalidad del frente de la plaza, el concejo convocó un concurso de ideas al que presentaron proyectos los maestros Tomás Jiménez y Alfonso Ortiz de la Jara. El de este último fue el proyecto que se eligió. Eran muy similares, ya que ambos duplicaban la edificación existente, pero convenció más la propuesta de un único y gran arco central sobre la entonces calle del Águila que uniera los dos cuerpos. Toda la decoración del edificio -nuevos escudos y esculturas de la Justicia, la Caridad y el perdido relieve en mármol de San José que ocupaba el hueco central del tímpano- fue ejecutada por Juan de Uzeta finalizándola en el año 1739. La forja del gran balcón central la realizó el herrero Agustín Manzano en 1740. La pequeña portada lateral del edificio también se realizó por estos años.

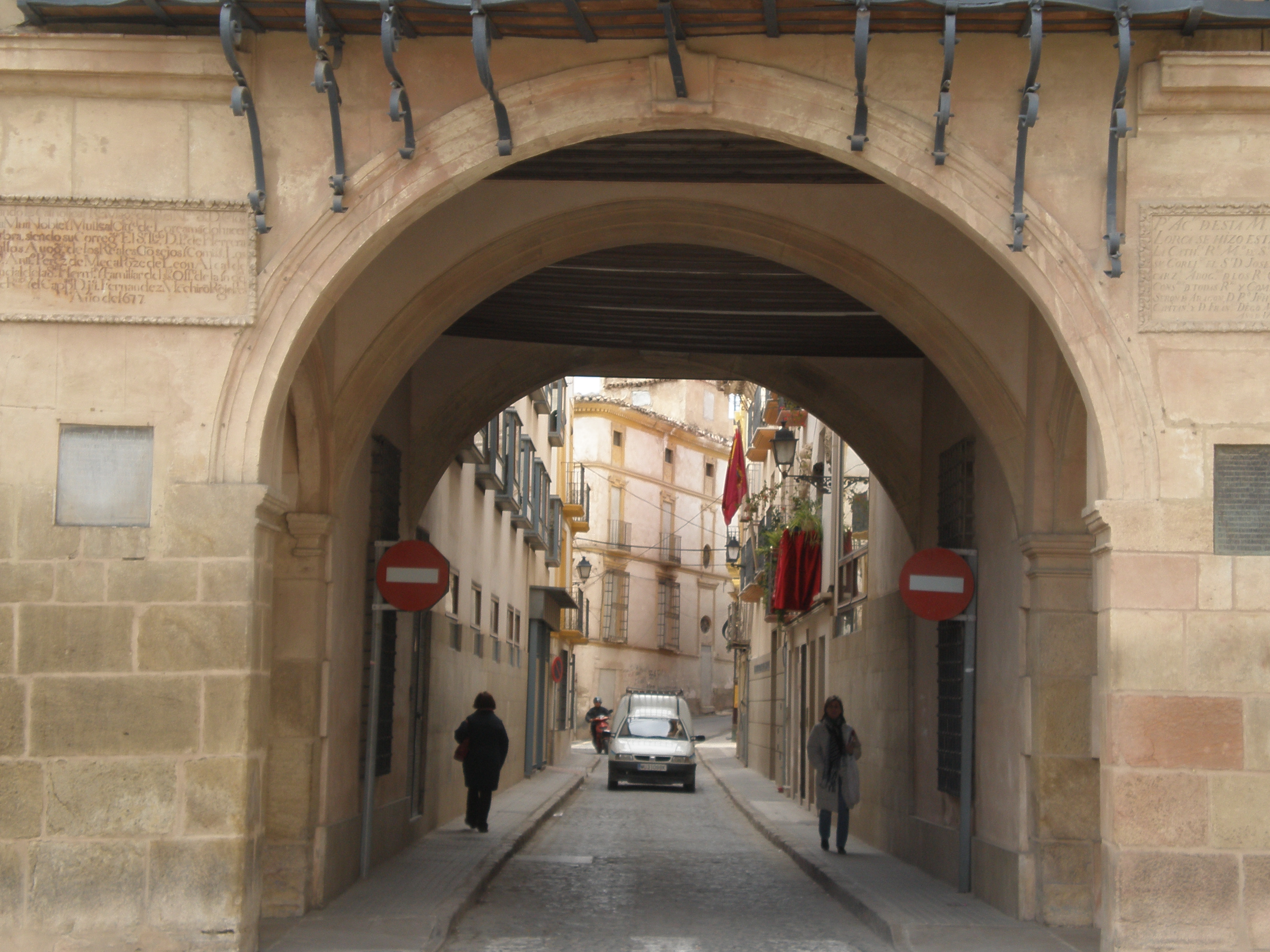
Arco central del Ayuntamiento.

El interior del edificio, se remodeló completamente en 1992, ofreciendo a los visitantes una buena colección de pintura contemporánea, sobre todo pintores locales, y la contemplación en la denominada Sala de cabildos de la antigua capilla del Concejo, con una preciosa Inmaculada del taller granadino de Pedro de Mena, y del conjunto de pinturas de Miguel Muñoz de Córdoba, realizadas en 1722-1723. Estas pinturas narran las principales batallas en las que participaron los lorquinos en el pasado.

## Arquitectura
Se trata de un edificio realizado íntegramente en sillería, de dos plantas con cubierta a dos aguas, que presenta en la fachada principal dos galerías superpuestas. Estas galerías están compuestas por la sucesión de arcos de medio punto sustentados por delgadas columnas de mármol de Macael. En las enjutas de los arcos se situaron tondos y escudos de piedra labrada, decorados con los emblemas de la Corona y de la ciudad de Lorca.
En el centro del edificio destaca la presencia de un gran arco central sobre la calle Selgas. Sobre éste se sitúa otro arco similar coronado por un frontón curvo decorado.
En el cuerpo superior, sobre un basamento se sitúan sendas esculturas de la Caridad y la Justicia, rematando el edificio una cornisa labrada.
Especial mención merece el balcón principal, hermoso trabajo de Agustín Manzano en 1740. Se trata de un bello balcón, volado y ligeramente serpenteante, que cierra el gran arco central del piso superior. Mientras que el resto de arcos presentan balcones rectos.
En 1989 se realizó un concurso nacional de ideas para su remodelación que fue ganado por Blanca Lleó y Javier Maroto. La propuesta es un edificio-puente que conserva parte del edificio del siglo XVIII y añade nuevos espacios para uso administrativo e institucional en una arquitectura que resulta dinámica y fluida a base de la continuidad espacial que generan la transparencia del contenedor y la sucesión de huecos y núcleos de comunicación vertical.